# Prisa TV
 (octobre 2014).
Prisa TV (anciennement Sogecable) est le premier groupe de télévision à péage en Espagne.
L'entreprise est cotée à la bourse de Madrid, de Barcelone, de Valence et de Bilbao et était cotée à l'Ibex 35.

## Historique
La société a été créée en 1989 par Prisa et Canal+ pour lancer la chaîne de télévision Canal+ Espagne en diffusion analogique terrestre.
Quelques années plus tard, en 1994, Canal Satellite démarre en analogique sur les satellites Astra. Pour ce faire, la société se diversifie dans l'édition de chaîne thématiques (Cinemanía, Sportmanía, Documanía et Cineclassics)
Avec l'avènement du numérique, en 1997 le bouquet abandonne l'analogique et le groupe lance de nouvelles chaînes dont CNN+, en partenariat avec Time Warner.
En 2003, Canal Satellite annonce sa fusion avec son concurrent Vía Digital, ce qui se concrétise en 2003 par la création du bouquet Digital+.
Le 7 novembre 2005, Sogecable lance Cuatro, une chaîne nationale hertzienne analogique en clair qui est diffusée sur les fréquences jusqu'à présent utilisées par Canal+. Cette dernière n'étant plus accessible que par satellite (Digital +).
En novembre 2010, Sogecable modifie son nom pour devenir Prisa TV.

## Identité visuelle

Logo de Sogecable jusqu'en novembre 2010
Logo de Prisa TV depuis novembre 2010

## Actionnariat
- Prisa : 100 %

Prisa a cédé 44 % du capital de Digital+/Sogecable en 2009 à Telefonica et à l'italien Mediaset, pour faire face aux demandes de ses créanciers.

## Activités
Prisa TV possède :
- Canal+ 1, chaine payante
- Canal+, bouquet satellitaire
- Cinemanía, chaine de cinéma
- Documanía, chaîne de documentaires
- Sportmanía, chaîne de sport
- Caza y Pesca, chaîne sur la chasse et la pèche
- Canal+ Golf, chaîne sur le golf
- Canal+ Toros, chaîne sur la Tauromachie
- 40 TV et 40 latino, chaînes musicales
- Audiovisual Sport SA (75 %), société de gestion des droits TV pour le football
- Sogecine, société de production cinématographique

La société est également active dans la production et la distribution de films, dans l'acquisition et la gestion de droits télévisés (sports, séries et films), dans la publicité et dans les nouveaux médias.